# 104e brigade de défense territoriale
La 104e brigade de défense territoriale (en ukrainien : 104-та окрема бригада територіальної оборони) est une brigade des forces de défense territoriale ukrainiennes basée dans l'oblast de Rivne et dépendant du Commandement opérationnel ouest.

## Historique

### Formation
En 2018, le gouverneur de l'oblast de Rivne Oleksiy Mulyarenko et le commandant de la zone de commandement opérationnel Ouest, le général de division Oleksandr Pavlyuk, ont été chargés de contrôler la création de la brigade. Oleksandr Tsys est devenu le premier commandant de l'unité et a annoncé que la brigade, composée principalement de réservistes, participerait à des exercices d'entraînement annuels. Les effectifs sont d'environ 3 500 hommes.
En novembre 2018, entre 200 et 300 réservistes de Varach et de 9 raions voisins ont mené des exercices tactiques, médicaux et d'ingénierie. En décembre, la brigade et les brigades voisines ont organisé des exercices conjoints de préparation au combat supervisés par des instructeurs ukrainiens et britanniques.
Du 17 au 23 mai 2019, la brigade a organisé des exercices à destination de ses officiers d'état-major, notamment dans les domaines de la planification des combats, des marches et des problèmes d'approvisionnement.
Le 8 octobre 2019, le 61e bataillon de défense territoriale a organisé un exercice de préparation au combat pour plus de 200 soldats.
Du 22 au 30 septembre 2021, des exercices stratégiques de commandement et d'état-major Joint Efforts-2021 ont eu lieu partout en Ukraine. La 104e brigade y a participé, comme environ 12 500 soldats de 15 pays (Royaume-Uni, Géorgie, Italie, Jordanie, Canada, Lettonie, Lituanie, Moldavie, Allemagne, Pologne, Slovaquie, Roumanie, États-Unis, Hongrie et Suède).

### Invasion de l'Ukraine par la Russie
Deux jours après le lancement de l'invasion, plus de 1 000 volontaires et réservistes avaient rejoint la brigade. Elle est essentiellement postée en surveillance de la frontière ukraino-biélorusse, derrière laquelle les forces armées biélorusses mènent des exercices.
En août 2022, lors de l'offensive russe dans le Donbass, une partie de la brigade est déployée le long du Donets à l'est de Sloviansk.
Après le succès de la contre-offensive ukrainienne qui permet la libération d'Izioum et Lyman en septembre 2022 et au développement des opérations en direction de Kreminna, la brigade reste à l'arrière dans la zone située entre Sloviansk et Kramatorsk.
En juin 2023, elle soutient l'avancée de la 28e brigade mécanisée dans la zone au sud de Bakhmout dans la région d'Ozerianivka (uk).
Le 16 avril 2024, environ 3 000 hommes des bataillons des 23e brigade mécanisée, 47e brigade mécanisée, du 425e bataillon d'assaut « Skala » et du 59e bataillon de la 104e brigade défendent le village d'Otcheretyne contre environ 10 000 hommes des troupes russes composées de la 15e brigade de fusiliers motorisés, 30e brigade de fusiliers motorisés et 74e brigade de fusiliers motorisés, ainsi que d'éléments de la 90e division de chars. Le village est perdu le 28 avril 2024.

## Structure

### Ordre de bataille
En mai 2024, l' ordre de bataille connu de la brigade est le suivant, la structure partielle des bataillons n'est connue que par les offres d'emploi de ces derniers, :
- État-major de la brigade[13] ;
  - 
    -  Compagnie de protection du QG ;

  -  56e bataillon de défense territoriale unité militaire А7065 (Communauté urbaine de Rivne (uk))[13] ;
    - Compagnie(s) de fusiliers[14] ;
    - Peloton de Soutien[12]

  -  57e bataillon de défense territoriale unité militaire А7069 (communauté urbaine de Doubno (uk))[13],[15] ;
  -  58e bataillon de défense territoriale unité militaire А7070 (Communauté urbaine de Zdolbouniv (uk))[13] ;
  -  59e bataillon de défense territoriale unité militaire А7071 (communauté urbaine de Kostopil (uk))[13],[16] ;
  -  60e bataillon territorial de défense « Loups de Polésie » unité militaire А7072 (raïon de Sarny)[17] ;
  -  61e bataillon de défense territoriale unité militaire А7073 (Communauté de peuplement de Volodymyrets (uk))[18] ;
    - Compagnie(s) de fusiliers mécanisés[19] ;

  -  Compagnie de contre-sabotage[13] ;
  -  Compagnie du génie[13] ;
  -  Compagnie de communication[13] ;
  -  Compagnie de support matériel et technique[13] ;
  -  Batterie de mortiers[13] ;
  -  Compagnie de systèmes aériens sans pilote d’attaque « Séraphins 104 » (en ukrainien : Серафими 104)[20]

### Chefs de corps
- 2018 - juin 2023 colonel Oleksandr Tsys[21],[13] ;
- juin 2023 colonel Serhiy Vasyliovych Kasprov[13].

## Traditions

### Insigne

#### Insigne d'arme de la brigade
Description de l'insigne :

Insigne d'arme de la brigade

- insigne d'arme D'azur à un mur de gueule crénelé de deux pièces mouvant de la pointe et des flancs chargé d'une croix cosaque d'argent[13].
- insigne d'épaule de combat : même chose mais utilisation de couleurs dé-saturées pour des raisons de camouflage.

Symbolique des figures utilisées :
- L’élément central, la croix cosaque (uk) blanche sur fond rouge, reprend les couleurs des armes de l’oblast. La croix cosaque est un type de croix pattée fréquemment utilisée par l'Armée de terre ukrainienne et est représentée sur les drapeaux et les armoiries de plusieurs oblasts, raïons et villes ukrainiennes. À partir de septembre, lors de l’invasion russe de l’Ukraine en 2022, les forces ukrainiennes ont commencé à peindre une croix cosaque blanche simplifiée sur leurs véhicules comme identifiant de combat à distance[22].
- Le mur crénelé symbolise la stabilité et la fermeté. C'est également le symbole des forces territoriales.

armes de l'Oblast de Rivne.

### Honneurs
En décembre 2022, la brigade reçoit son drapeau de bataille.